# Список умерших в 1088 году

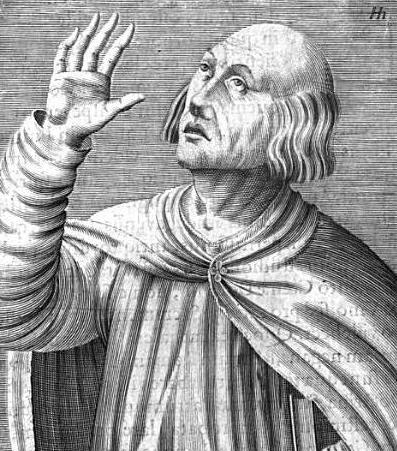
Беренгар Турский

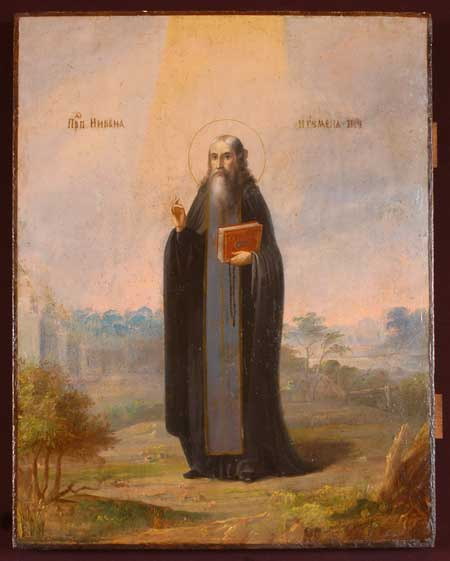
Никон Печерский

В этой статье представлен список известных людей, умерших в 1088 году.
См. также: Категория:Умершие в 1088 году'

## Январь
- 6 января — Беренгар Турский — французский философ-схоласт, теолог, номиналист

## Март
- 23 марта — Никон Печерский — древнерусский церковный деятель, игумен Киево-Печерского монастыря в 1078—1088, учёный-летописец, православный святой.

## Апрель
- 11 апреля — Бурхард — епископ Хальберштадтский.

## Июнь
- 15 июня — Гебхард Зальцбургский — архиепископ Зальцбурга (c 1060).

## Май
- 27 мая — Фридрих II — граф Гозека, фогт Херсфельда, с 1056 года — пфальцграф Саксонии.

## Июль
- 24 июля — Уильям де Варенн — англо-нормандский аристократ, 1-й граф Варенн (Суррей) (1088), соратник Вильгельма Завоевателя и один из крупнейших магнатов Англии конца XI века, основатель англо-нормандского дворянского рода Вареннов.

## Август
- 6 августа — Вецило — архиепископ Майнца (1084—1088)

## Сентябрь
- 28 сентября — Герман I фон Зальм — граф Зальм с 1059 года, антикороль Германии с 1059 года.

## Октябрь
- 17 октября — Альберих из Монтекассино — католический церковный деятель, автор многочисленных работ по богословию, агиографии, грамматике, риторике и музыке.

## Дата неизвестна или требует уточнения
- Адальберо II — маркграф Штирии (1064/1074—1082)
- Адальберт II де Ла Марш — граф Марша (между 1038 и 1047—1088).
- Евстахий II — граф Булони (1047—1088), граф Ланса (1054—1088)
- Иоанн Дука — византийский кесарь, младший брат императора Константина X Дуки.
- Мариан Скот — ирландский монах, основатель монастырей в Германии, святой римско-католической церкви[1].
- Матфей Прозорливый — инок Киево-Печерского монастыря. Святой Русской церкви
- Насир Хосров — персидско-таджикский философ и поэт
- Насир ибн Алнас[англ.] — правитель государства хамадидов (1062—1088)
- Роберт де Тодени — англонормандский барон.
- Роберт I де Стаффорд — англонормандский аристократ.
- Эрик Орсэлль — легендарный шведский конунг.